# Sculptobaculites
Sculptobaculites es un género de foraminífero bentónico de la subfamilia Ammomarginulininae, de la familia Lituolidae, de la superfamilia Lituoloidea, del suborden Lituolina y del orden Lituolida. Su especie tipo es Ammobaculites goodlandensis. Su rango cronoestratigráfico abarca desde el Jurásico hasta la Cenomaniense (Cretácico superior).

## Discusión
Clasificaciones previas incluían Sculptobaculites en el suborden Textulariina del orden Textulariida, o en el orden Lituolida sin diferenciar el suborden Lituolina.

## Clasificación
Sculptobaculites incluye a las siguientes especies:
- Sculptobaculites barri †
- Sculptobaculites goodlandensis †